# Crocifisso di San Giorgio
Il Crocifisso di San Giorgio (in tedesco Georgskruzifixus) spesso citato anche come torso di San Giorgio è un crocifisso in legno risalente al 1067 circa, conservato nel Museo Schnütgen di Colonia.

## Storia
La scultura proviene dalla chiesa di San Giorgio a Colonia e risale al 1067 circa.

## Descrizione e stile
L'opera fa parte di un ristretto gruppo di crocifissi medievali che, per la prima volta nell'area culturale tedesca, raffigurano Cristo in modo realistico nella crocifissione, reclinato in posa dolente, anziché stante e vittorioso come nei modelli bizantini. Il più significativo di questi crocifissi è la Croce di Gerone sempre a Colonia, alla quale solitamente è accomunato.
Al di là di similitudini e derivazioni, il crocifisso di San Giorgio rimane uno straordinario sopravvissuto della plastica lignea medievale post ottoniana.